# Mounir Laarissi

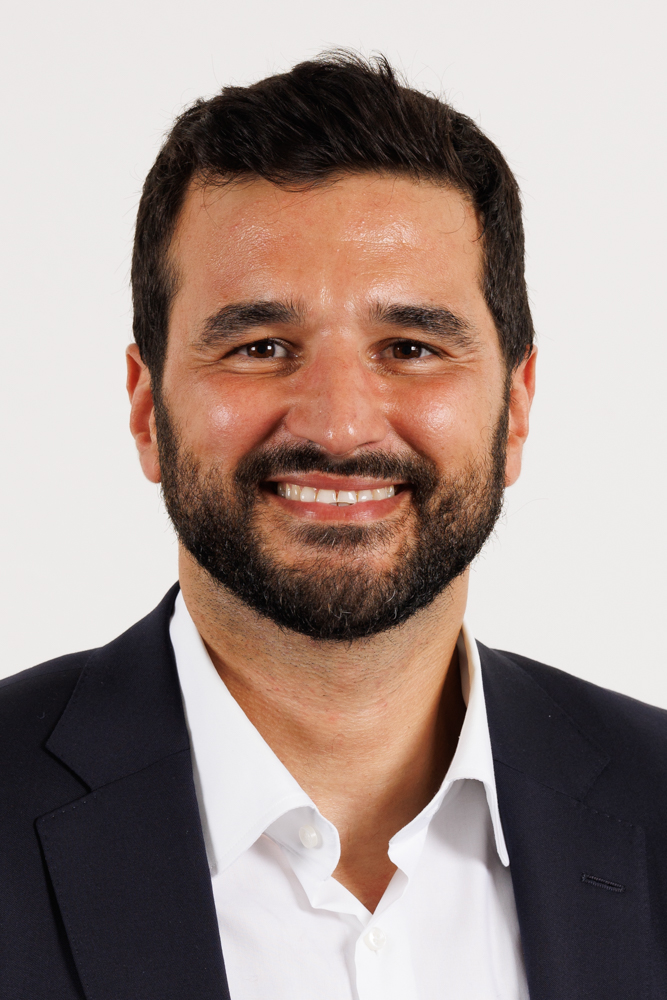
Mounir Laarissi

Mounir Laarissi (Anderlecht, 20 februari 1985) is een Belgisch politicus voor Les Engagés.

## Biografie
Laarissi, die van Marokkaanse afkomst is, behaalde in 2008 een master in de politieke wetenschappen, optie internationale betrekkingen aan de ULB. Eind 2006 stichtte hij samen met zijn vader een bedrijf in de dienstverleningssector, BSSI, die actief werd in de industriële schoonmaak, de tuinsector en facilitair management. In 2008 ging Laarissi aan de slag in het bedrijf, tot hij in 2016 schepen van Jette werd.
Vanaf zijn zeventiende was Laarissi politiek actief voor de PS, als lid van de jongerenafdeling en kandidaat bij de Brusselse gewestverkiezingen van juni 2009. In augustus 2012 verliet hij de partij uit ontevredenheid over de werking van de lokale afdeling in zijn woonplaats Jette en omdat hij zich intern onvoldoende gerespecteerd voelde. Vervolgens trad hij toe tot het cdH, de voorloper van Les Engagés.
Voor de aan cdH gelieerde Lijst van de Burgemeester werd Laarissi in oktober 2012 verkozen tot gemeenteraadslid van Jette. Van 2012 tot 2016 was hij fractievoorzitter in de gemeenteraad en in november 2016 werd hij schepen van Cultuur en Werk, waarmee hij de eerste schepen met een migratieachtergrond werd in de gemeente. Na de gemeenteraadsverkiezingen van oktober 2018 bleef hij schepen van Cultuur en werd hij tevens bevoegd voor Openbare Netheid en Leefmilieu. Laarissi bleef schepen tot aan zijn verkiezing als parlementslid in juni 2024, maar bleef wel gemeenteraadslid.
Bij de Brusselse gewestverkiezingen van juni 2024 werd Laarissi verkozen in het Brussels Hoofdstedelijk Parlement. Hij ging zetelen in de commissies Energie en Leefmilieu en Binnenlandse Zaken en is sinds september 2024 secretaris van het Brussels Parlement.
Sinds april 2025 is hij eveneens algemeen afgevaardigde voor de Brusselse afdelingen van Les Engagés.